# Straß im Attergau
Straß im Attergau è un comune austriaco di 1 475 abitanti nel distretto di Vöcklabruck, in Alta Austria.